# Liu Zhan'en
Liu Zhan'en (xinès simplificat: 刘湛恩, pinyin: Liú Zhàn'ēn), més conegut pel nom occidentalitzat Herman Chan-En Liu (Hanyang, 1886 - Shanghai, 7 d'abril de 1938) va ser un educador i líder cívic a la Xina.

## Biografia
Liu va nàixer a Hanyang, Hubei. Va obtenir una llicenciatura a la Universitat de Suzhou el 1918 i un màster a la Universitat de Chicago. Va ser guardonat amb un doctorat, i es va llicenciar amb la tesi "Proves no verbals d'intel·ligència per a l'ús a la Xina" al Teachers College de la Universitat de Colúmbia.
Liu va tornar a la Xina el 1922 i va ser el secretari nacional d'educació de la YMCA a la Xina. De 1928 a 1938, va ser el primer president xinés de la Universitat de Shanghai. Va assistir a conferències internacionals als Estats Units, Suïssa i Finlàndia, va escriure pamflets educatius i es va casar amb una companya educadora i activista Liu-Wang Liming.
Després de la batalla de Nanjing de 1937, la Universitat de Shanghai es trobava en una posició vital per compartir informació. Liu va ser assassinat pels japonesos en una parada d'autobús el 7 d'abril de 1938, després que en secret transferira fotos de la massacre de Nanjing.
El 1985 va ser considerat un màrtir revolucionari per la República Popular de la Xina.